# Laura Marx

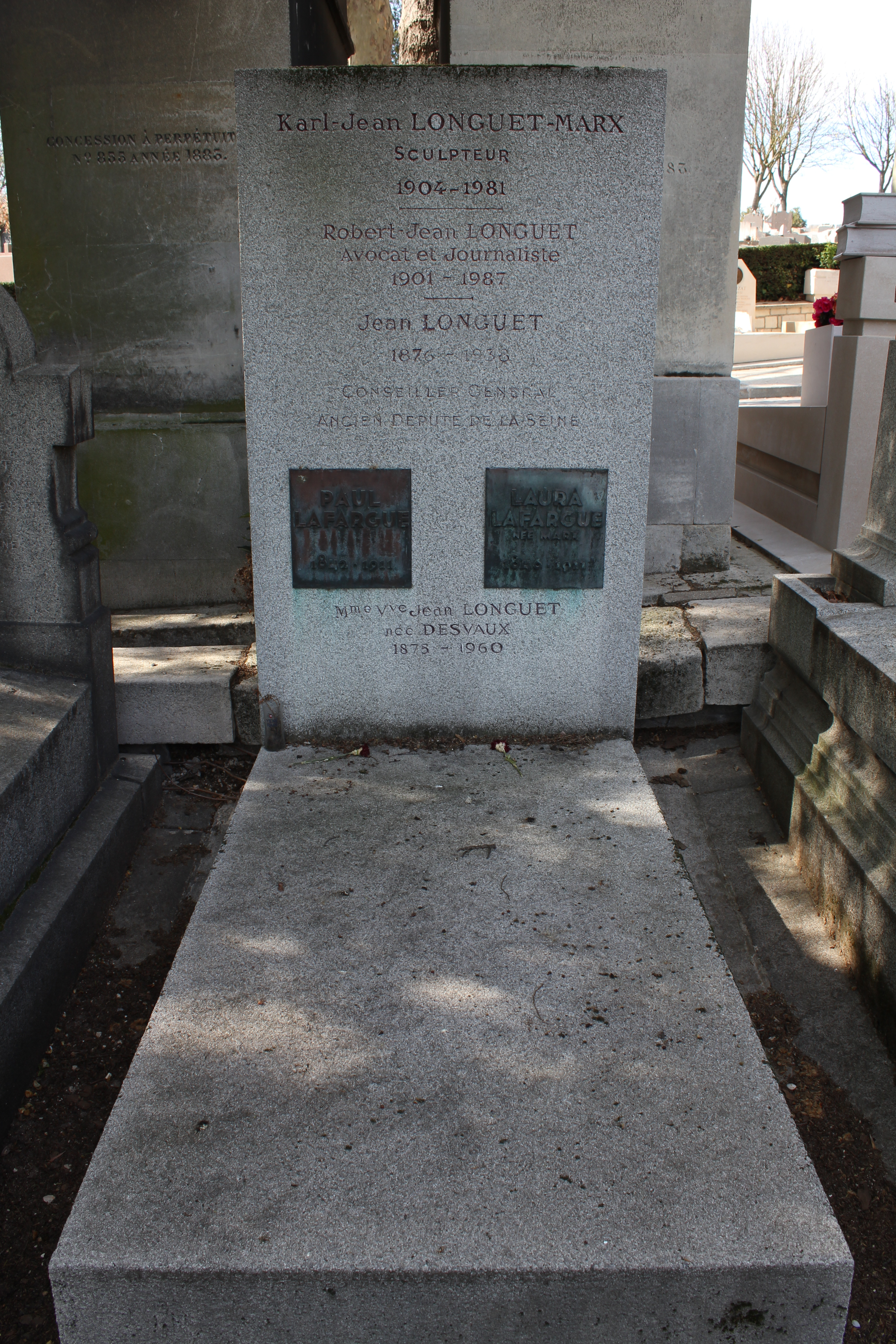
Haar graf op Père-Lachaise

Jenny Laura Marx (Brussel, 26 september 1845 - Draveil, 25 november 1911), beter bekend als Laura Marx, was de tweede dochter van Karl Marx en Jenny von Westphalen. In 1868 trouwde ze met Paul Lafargue. De twee pleegden samen zelfmoord in 1911.

## Leven en dood met Paul Lafargue
Laura Marx werd geboren in Brussel en verhuisde met haar ouders naar Frankrijk, toen Koninkrijk Pruisen, voordat het gezin zich vanaf juni 1849 in Londen vestigde. Paul Lafargue, geboren in Santiago De Cuba, was een jonge Franse socialist die in 1866 naar Londen kwam om te werken voor de Eerste Internationale. Daar werd hij bevriend met Karl Marx en leerde hij de familie van Marx kennen, vooral Laura, die verliefd op hem werd.
Lafargue en Laura trouwden in april 1868 op het registratiekantoor van Saint Pancras. Tijdens hun eerste drie jaar huwelijk kregen ze drie kinderen, twee jongens en een meisje, die allemaal op jonge leeftijd stierven. Ze hadden geen andere kinderen. Ze brachten enkele decennia door in politiek werk samen, vertaalden het werk van Karl Marx naar Frans en verspreidden marxisme zowel in Frankrijk als in Spanje. Gedurende het grootste deel van hun leven werden ze financieel ondersteund door Friedrich Engels. Ze erfden ook een groot deel van Engels' nalatenschap toen hij in 1895 stierf.
Op 25 november 1911 pleegde het echtpaar samen zelfmoord, nadat ze hadden besloten dat ze niets meer te geven hadden aan de beweging waaraan ze hun leven hadden gewijd. Laura was 66 en Paul was 69. In hun zelfmoordbrief leggen ze uit waarom ze zelfmoord hebben gepleegd. Lafargue schreef:

Gezond in lichaam en geest, beëindig ik mijn leven voor genadeloze ouderdom die mij mijn genoegens en vreugden na elkaar heeft afgenomen; en die mij van mijn fysieke en mentale krachten heeft beroofd, kan mijn energie verlammen en mijn wil breken, waardoor ik een last voor mezelf en voor anderen wordt. Gedurende enkele jaren had ik mezelf beloofd niet verder te leven dan 70 jaar; en ik stelde het exacte jaar vast voor mijn vertrek uit het leven. Ik bereidde de methode voor de uitvoering van onze resolutie voor, het was een hypodermie van cyanidezuur. Ik sterf met de opperste vreugde dat ik weet dat op een gegeven moment de zaak waaraan ik vijfenveertig jaar lang gewijd ben, zal zegevieren. Lang leve het communisme! Lang leve het internationale socialisme!

Vladimir Lenin, een van de sprekers op de begrafenis als vertegenwoordiger van de Russische Sociaal Democratische Arbeiderspartij (RSDLP), vertelde later zijn vrouw Nadezhda Krupskaya:

Als men niet meer voor de partij kan werken, moet men de waarheid in het gezicht kunnen kijken en sterven zoals de Lafargues

- Bibliothèque nationale de France: cb124832362 (data)
- Gemeinsame Normdatei: 118725904
- International Standard Name Identifier: 0000 0001 0885 2003
- Library of Congress Control Number: n81107132
- Nationale Bibliotheek van Tsjechië: mzk2015867984
- Nationale bibliotheek van Australië: 35216512
- Nationale Bibliotheek van Israël: 987007279812605171
- Nationale Bibliotheek van Polen: a0000002245710
- Nederlandse Thesaurus van Auteursnamen: 070151342
- SNAC: w6tx64gs
- Système universitaire de documentation: 034035559
- Trove: 869256
- Virtual International Authority File: 32099309
- WorldCat: E39PCjB48jdvFkVhhJmJwQX9Tb